# RSO
RSO или Raupenschlepper Ost (Гусеничный тягач «Восток») — полногусеничный многоцелевой тягач, изначально использовавшийся войсками вермахта на Восточном фронте во Второй мировой войне; в конце войны — на всех фронтах.

## История
Изучение весьма печального опыта использования германской колесной, гусеничной и полугусеничной техники в ходе кампании 1941—1942 годов на Восточном фронте привело специалистов фирмы «Штайр» (Steyr) к мысли о необходимости создания простого по конструкции и надежного артиллерийского тягача с чисто гусеничной ходовой частью. Взяв за основу компоновочную схему советских транспортных тракторов СТЗ-5 и Сталинец-2, во множестве захваченных германскими войсками летом 1941 года, немецкие инженеры уже к середине 1942 года подготовили проект такого тягача.
Впоследствии RSO использовался не только как артиллерийский тягач, но и как грузовик, передвижная амбулатория или как артиллерийское самоходное орудие, оснащенная пушкой ПАК 40/1 7,5 см.
В 1943 году производственные запросы превышали темпы производства фирмы Steyr, в которой широко использовался рабский труд, поэтому по инициативе министра вооружений Альберта Шпеера была предоставлена лицензия на производство версии RSO 01 немецким фирмам Magirus, Deutz AG и Wanderer, к которому присоединилась австрийская Gräf & Stift.
Steyr выпустил более 2 500 гусеничных машин RSO 01 в 1943 году, прежде чем перейти на производство версии RSO 02, но занимался только изготовлением запасных частей и двигателей. Magirus выпустил до 1945 года около 12 500 единиц этой версии, а Wanderer — 5 600 единиц. Gräf & Stift выпустил 4500 гусеничных машин.
RSO присутствовали не только на Восточном, но и на Западном фронте, особенно во Франции и Италии.
Всего было выпущено около 23 000 экземпляров всех версий.

## RSO/PaK 40

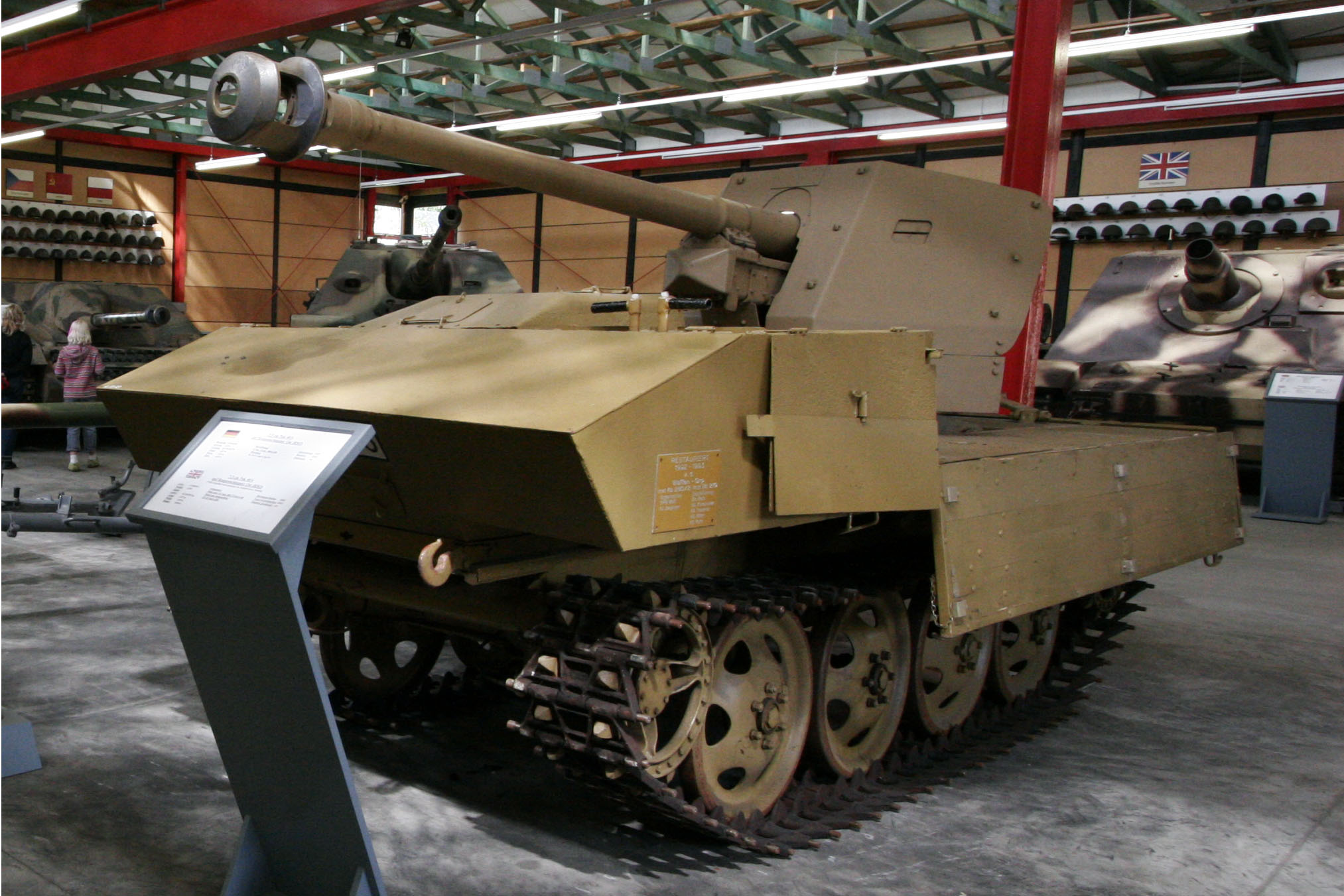
RSO/PaK40

B 1943 году, Steyr представил вариант RSO / PaK40, используя шасси этих машин в качестве самоходных орудий с пушками PaK 40.

## Технические характеристики

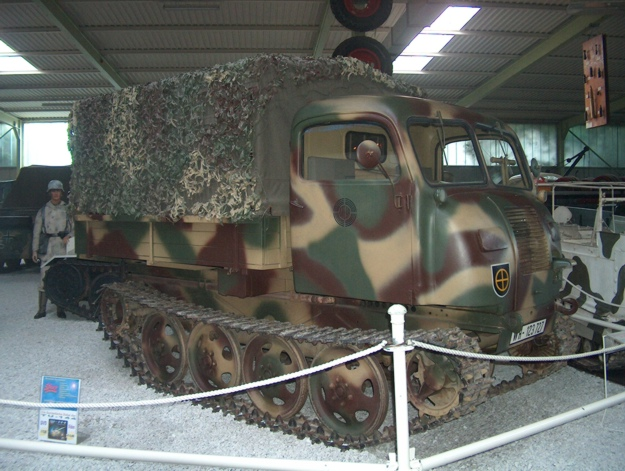
RSO в Музее техники в Зинсхайме.

- Грузоподъёмность 1700 кг
- Масса прицепа 3 т
- Экипаж 2 человека
- Длина 4425 мм
- Ширина 1990 мм
- Высота 2530 мм
- Ширина гусениц 340 мм
- Дорожный просвет 550 мм
- Мощность двигателя 70 л.с.
- Скорость по шоссе до 20 км/ч
- Запас хода по шоссе 300 км